# یادبود ملی پرتگاه‌های ورمیلیون
یادبود ملی پرتگاه ورمیلیون (به انگلیسی: Vermilion Cliffs National Monument) یک پارک یادبود ملی در ایالت آریزونا در آمریکا است.
مساحت این پارک ۱۱۸۹ کیلومتر مربع است.